# Hister putrescens
Hister putrescens är en skalbaggsart som beskrevs av Sylvain Auguste de Marseul 1862. Hister putrescens ingår i släktet Hister och familjen stumpbaggar. Inga underarter finns listade i Catalogue of Life.